# جون بلاكويل
جون بلاكويل (بالإنجليزية: John Blackwell)‏ هو عازف جاز أمريكي، ولد في 9 سبتمبر 1973 في كولومبيا في الولايات المتحدة، وتوفي في 4 يوليو 2017 في لاند أوليكس ‏ في الولايات المتحدة.

## وصلات خارجية
- الموقع الرسمي
- جون بلاكويل على موقع ميوزك برينز (الإنجليزية)